# Antoni Staich
Antoni Wiktor Staich (ur. 21 maja 1894 w Krakowie, zm. 5 lutego 1959 w Kielcach) – pułkownik dyplomowany piechoty Wojska Polskiego, działacz niepodległościowy, kawaler Orderu Virtuti Militari.

## Życiorys
Urodził się 21 maja 1894 w Krakowie, w rodzinie Kazimierza, pracownika banku, i Michaliny z Walczyńskich. W latach 1905–1912 był uczniem Gimnazjum świętej Anny w Krakowie. Uczęszczał do jednej klasy z Wilhelmem Lawicz-Liszką, późniejszym generałem brygady WP. W czasie I wojny światowej służył w Legionach Polskich. 14 maja 1915, po ukończeniu Szkoły Podchorążych Legionów Polskich „ze stopniem dobrym”, został mianowany aspirantem oficerskim w randze tytularnego sierżanta z poborami plutonowego. Był oficerem 4 pułku piechoty. 15 grudnia 1915 został mianowany chorążym, a 1 listopada 1916 awansowany na podporucznika.
Jako oficer byłego Polskiego Korpusu Posiłkowego reskryptem Rady Regencyjnej z 25 października 1918 został przydzielony do podległego jej Wojska Polskiego w randze podporucznika. Uczestnik wojny polsko-bolszewickiej w latach 1919–1920.
Po wojnie oficer 2 Dywizji Piechoty Legionów. 3 maja 1922 został zweryfikowany w stopniu majora ze starszeństwem od 1 czerwca 1919 i 432. lokatą w korpusie oficerów piechoty. W latach 1923–1925 był słuchaczem Kursu Normalnego Wyższej Szkoły Wojennej w Warszawie (w czasie nauki był oficerem nadetatowym 63 pułku piechoty w Toruniu). Z dniem 1 października 1925, po ukończeniu kursu i uzyskaniu tytułu oficera Sztabu Generalnego, otrzymał przydział do 9 Dywizji Piechoty w Siedlcach na stanowisko szefa sztabu. W listopadzie 1927 został przeniesiony do kadry oficerów piechoty z równoczesnym przydziałem do składu osobowego inspektora armii w Toruniu na stanowisko II oficera sztabu. 26 stycznia 1928 prezydent RP nadał mu stopień podpułkownika z dniem 1 stycznia 1928 w korpusie oficerów piechoty i 28. lokatą. W lutym 1929 został przeniesiony służbowo na stanowisko komendanta Centralnej Szkoły Strzelniczej w Toruniu. Od marca 1932 pełnił służbę na stanowisku zastępcy dowódcy 13 pułku piechoty w Pułtusku. W czerwcu 1933 został przeniesiony do 12 pułku piechoty w Wadowicach na stanowisko dowódcy pułku. W listopadzie 1935 został wyznaczony na stanowisko zastępcy szefa Departamentu Piechoty Ministerstwa Spraw Wojskowych w Warszawie. Na pułkownika został awansowany ze starszeństwem z 1 stycznia 1936 i 3. lokatą w korpusie oficerów piechoty. W czerwcu 1939 zastąpił pułkownika dyplomowanego Stefana Roweckiego na stanowisku dowódcy piechoty dywizyjnej 2 Dywizji Piechoty Legionów w Kielcach.
W kampanii wrześniowej 1939 dowódca piechoty dywizyjnej 2 Dywizji Piechoty Legionów. Od 8 września 1939, po porzuceniu dywizji przez dotychczasowego dowódcę pułkownika Jana Dojana - Surówkę, objął dowodzenie 2 Dywizją Piechoty Legionów. 29 września 1939 gen. dyw. Juliusz Rómmel „za wybitne dowodzenie w najcięższych chwilach walk całą 2 DP” nadał mu Order Virtuti Militari IV klasy. Wojnę spędził w niewoli niemieckiej, po uwolnieniu wrócił do kraju i zamieszkał w Kielcach. Został pochowany na cmentarzu Starym w Kielcach (kwatera 19-C).

## Ordery i odznaczenia
- Krzyż Złoty Orderu Wojennego Virtuti Militari – 29 września 1939[20]
- Krzyż Srebrny Orderu Wojskowego Virtuti Militari nr 6991
- Krzyż Niepodległości – 9 listopada 1931 „za pracę w dziele odzyskania niepodległości”[22]
- Krzyż Oficerski Orderu Odrodzenia Polski – 10 listopada 1938 „za zasługi w służbie wojskowej”[23][24]
- Krzyż Kawalerski Orderu Odrodzenia Polski[19]
- Krzyż Walecznych[19]
- Złoty Krzyż Zasługi – 10 listopada 1928[25]
- Odznaka Pamiątkowa Generalnego Inspektora Sił Zbrojnych – 12 maja 1936
- Komandor Orderu św. Sawy (Jugosławia, 1931)[26]
- Medal Pamiątkowy Wielkiej Wojny – 12 grudnia 1921[27][28]